# Кубок мира по горному бегу 1988

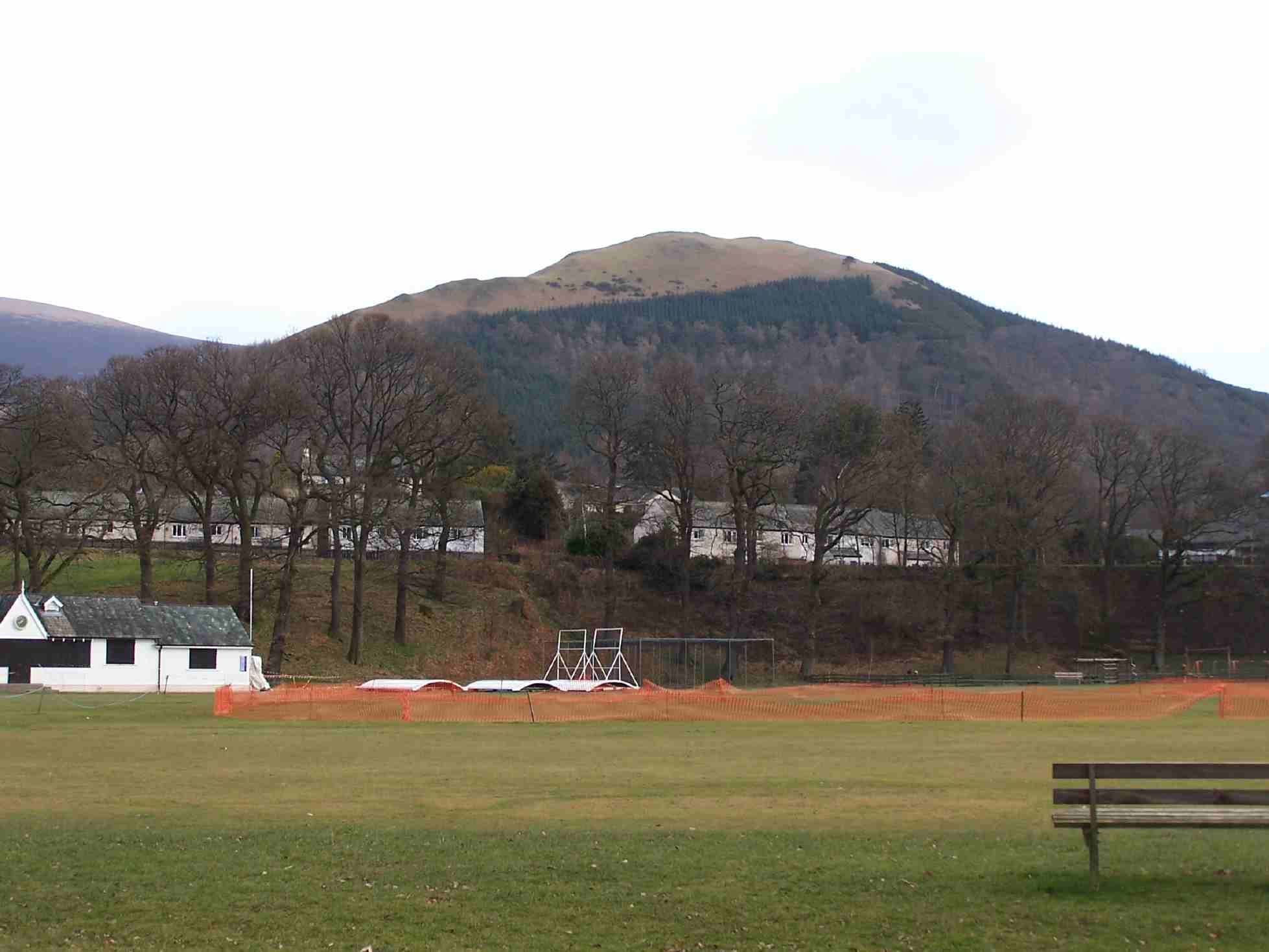
Вид на холм Латригг со стороны Кесвика

4-й Кубок мира по горному бегу прошёл 15 и 16 октября 1988 года в Кесвике, городе на северо-западе Англии. Разыгрывались 9 комплектов наград: по четыре в индивидуальном и командном первенствах (мужчины на короткой и длинной дистанции, женщины и юниоры до 20 лет), а также в общем зачёте по итогам трёх мужских забегов. Среди юниоров могли выступать спортсмены 1969 года рождения и моложе.
Местом проведения соревнований стал Озёрный край, горный регион в графстве Камбрия. Маршруты были проложены по склонам вершин Камберлендских гор, находящихся вблизи Кесвика. В первый день турнира мужчины на короткой дистанции, женщины и юниоры вышли на круговую трассу с профилем «вверх-вниз», высшая точка которой находилась на холме Латригг. Во второй день состоялся главный мужской забег. Он несколько отличался от аналогичных забегов на предыдущих Кубках мира, поскольку имел несколько продолжительных спусков. Таким образом, трасса не полностью соответствовала профилю «вверх». По дистанции спортсмены сначала покоряли вершину Грайсдейл, затем спускались вниз, взбирались на Крэг-Хилл, преодолевали очередной сложный спуск и финишировали после восхождения на третий холм, Барроу. Общий набор высоты составлял 1185 метров.
Первый день соревнований прошёл в солнечную погоду, второй день сопровождался туманом в долине и ясной погодой на вершинах холмов, в том числе на финише. На старт вышли 167 бегунов (98 мужчин, 34 женщины и 35 юниоров) из 17 стран мира. Каждая страна могла выставить до 4 человек в каждый из забегов. Сильнейшие в командном первенстве определялись по сумме мест трёх лучших участников. По сумме командных результатов у мужчин и юниоров выявлялись призёры общего зачёта.
Помимо основной программы Кубка мира в Кесвике были проведены открытые состязания среди всех желающих бегунов, а также забеги среди ветеранов. Общее количество вышедших в них на старт легкоатлетов превысило 500 человек.
В юниорском забеге итальянец Фаусто Лиццоли не смог защитить титул чемпиона, финишировав четвёртым. Первое место в борьбе с хозяевами соревнований занял Вуди Шох, выигравший первое индивидуальное золото в истории Кубков мира для Швейцарии.
Среди женщин второй год подряд безоговорочную победу одержала Фабиола Руэда из Колумбии. Она лидировала со старта до финиша, а её итоговое преимущество над серебряным призёром составило более минуты.
Итальянец Альфонсо Валличелла в третий раз выиграл индивидуальное золото турнира. Однако если в 1985 и 1986 годах он становился сильнейшим на длинной дистанции, то на этот раз взял титул на короткой с профилем «вверх-вниз». Решающий отрыв от Ханса-Петера Непфлина из Швейцарии ему удалось заработать на заключительном подъёме.
В основном мужском забеге круг претендентов на победу определился на вершине второго холма из трёх, Крэг-Хилл. К тому времени лидером был дебютант Кубка мира Дино Таделло из Италии, его преследовал англичанин Род Пилбим, чуть позади находились ещё два бегуна из Италии. На финальном подъёме Таделло удержал первое место, а в упорной борьбе за серебро Пилбима смог опередить Давиде Милези. Благодаря этим выступлениям итальянцы в четвёртый раз из четырёх выиграли командный зачёт турнира, а также общий зачёт среди мужчин и юниоров.

## Призёры
Курсивом выделены участники, чей результат не пошёл в зачёт команды.

### Мужчины
| Дисциплина                                 | Золото | Золото   | Серебро | Серебро  | Бронза | Бронза   |
| ------------------------------------------ | --- | -------- | --- | -------- | --- | -------- |
| 10 км перепад высот: +595 м −595 м         | Альфонсо Валличелла Италия | 44.25    | Ханс-Петер Непфлин Швейцария | 45.00    | Вольфганг Мюнцель ФРГ | 45.07    |
| 10 км (команды)                            | Италия · Альфонсо Валличелла · Лучо Фрегона · Клаудио Галеацци · Фаусто Бонци | 11 очков | Швейцария · Ханс-Петер Непфлин · Ренатус Биррер · Франц Непфлин · Даниэль Опплигер | 25 очков | Англия · Робин Бергстранд · Рэй Оуэн · Дейв Картридж · Пол Дагдейл | 27 очков |
| 14 км перепад высот: +1185 м               | Дино Таделло Италия | 1:08.53  | Давиде Милези Италия | 1:09.31  | Род Пилбим Англия | 1:09.39  |
| 14 км (команды)                            | Италия · Дино Таделло · Давиде Милези · Луиджи Бортолуцци · Привато Пеццоли | 7 очков  | Англия · Род Пилбим · Малкольм Паттерсон · Шон Ливси · Гари Девайн | 25 очков | Швейцария · Георг Лишер · Марк Бовьер · Эди Фесслер · Рюди Бухер | 28 очков |
| Юниоры 7,5 км перепад высот: +420 м −420 м | Вуди Шох Швейцария | 34.22    | Марк Райс Англия | 34.34    | Джон Тейлор Англия | 34.41    |
| Юниоры 7,5 км (команды)                    | Швейцария · Вуди Шох · Мартин Шёпфер · Рето Зуттер · Марцель Парпан | 12 очков | Англия · Марк Райс · Джон Тейлор · Джефф Холл | 15 очков | Италия · Фаусто Лиццоли · Марио Полетти · Андреа Агостини · Роберто Бонакорси                                                                                         | 20 очков |
| Общий зачёт (мужчины+юниоры)               | Италия · Альфонсо Валличелла · Лучо Фрегона · Клаудио Галеацци · Дино Таделло · Давиде Милези · Луиджи Бортолуцци · Фаусто Лиццоли · Марио Полетти · Андреа Агостини · Фаусто Бонци · Привато Пеццоли · Роберто Бонакорси | 38 очков | Швейцария · Ханс-Петер Непфлин · Ренатус Биррер · Франц Непфлин · Георг Лишер · Марк Бовьер · Эди Фесслер · Вуди Шох · Мартин Шёпфер · Рето Зуттер · Даниэль Опплигер · Рюди Бухер · Марцель Парпан | 65 очков | Англия · Робин Бергстранд · Рэй Оуэн · Дейв Картридж · Род Пилбим · Малкольм Паттерсон · Шон Ливси · Марк Райс · Джон Тейлор · Джефф Холл · Пол Дагдейл · Гари Девайн | 67 очков |

### Женщины
| Дисциплина                          | Золото                                                                   | Золото   | Серебро                                                                            | Серебро  | Бронза                                                                      | Бронза  |
| ----------------------------------- | ------------------------------------------------------------------------ | -------- | ---------------------------------------------------------------------------------- | -------- | --------------------------------------------------------------------------- | ------- |
| 7,5 км перепад высот: +420 м −420 м | Фабиола Руэда Колумбия                                                   | 38.11    | Габи Шюц Швейцария                                                                 | 39.24    | Изабель Гийо Франция                                                        | 39.30   |
| 7,5 км (команды)                    | Швейцария · Габи Шюц · Кристин Тишхаузер · Ирмгард Штайнер · Хелен Эшлер | 19 очков | Италия · Джулиана Саварис · Грация Маджили · Мария Коккетти · Валентина Боттарелли | 19 очков | Шотландия · Патрисия Калдер · Пенни Ротер · Джойс Сальвона · Барбара Маррей | 31 очко |

## Медальный зачёт
Медали завоевали представители 7 стран-участниц.
 Принимающая страна
| Место | Страна    | Золото | Серебро | Бронза | Всего |
| ----- | --------- | ------ | ------- | ------ | ----- |
| 1     | Италия    | 5      | 2       | 1      | 8     |
| 2     | Швейцария | 3      | 4       | 1      | 8     |
| 3     | Колумбия  | 1      | 0       | 0      | 1     |
| 4     | Англия    | 0      | 3       | 4      | 7     |
| 5     | Франция   | 0      | 0       | 1      | 1     |
| 5     | ФРГ       | 0      | 0       | 1      | 1     |
| 5     | Шотландия | 0      | 0       | 1      | 1     |
| Всего | Всего     | 9      | 9       | 9      | 27    |